# Таврический (Ростовская область)
Таври́ческий — хутор в Неклиновском районе Ростовской области.
Входит в состав Носовского сельского поселения.

## Население
| 2010 |
| ---- |
| 449  |

## Улицы
- ул. Мира,
- пер. Таврический,
- ул. Чехова.

## Археология
В 1991 году Таганрогской археологической экспедицией под руководством П. А. Ларенка при исследовании курганного могильника срубной культуры «Таврия-1» неподалёку от хутора Таврического была обнаружена плита с лунками возрастом три тысячи лет, являющаяся, возможно, солнечными часами.